# Bischöfliche Marienschule Mönchengladbach
Die Bischöfliche Marienschule Mönchengladbach (kurz: BMS) ist eine Schule in Mönchengladbach. Der Schulträger des privaten Gymnasiums ist das Bistum Aachen. Die Schule wurde 1830 gegründet und hat heute etwa 1300 Schüler. Sie ist damit eines der ältesten und größten Gymnasien der Stadt Mönchengladbach.
Schulleiterin ist Birgit Janßen (Stand: Schuljahr 2022/23).

## Geschichte
1830 wurde die Schule als Höhere Töchterschule gegründet und wurde von 1855 bis 1980 von Franziskanerinnen als reine Mädchenschule geführt. Jungen werden erst aufgenommen, seit das Bistum Aachen die Schule im Jahr 1980 übernahm und die Koedukation eingeführt hat.
Während ihrer Geschichte war die Marienschule aufgrund ihres katholischen Profils oft Ziel von Anfeindungen seitens des Staates. Aufgrund des Kulturkampfs war sie von 1875 bis 1882 geschlossen. Sie konnte erst 1892 wieder von den Franziskanerinnen übernommen werden. Die Schule war erneut von 1939 bis 1945 als Folge des Kirchenkampfes verboten.
Die stark steigenden Schülerzahlen der Marienschule sorgten in den 1980er Jahren dafür, dass die Schule Ausschau nach einem größeren Schulgebäude halten musste. 1987 wurden daher die traditionsreichen, aber zu kleinen und nicht mehr ganz zeitgemäßen Räumlichkeiten an der Kaiserstraße (Ecke Wallstraße) verlassen, welche seit 1895 genutzt wurden. Eine neue Heimat fand die Marienschule im Gebäude an der Viersener Straße, in dem vormals das Neusprachliche Gymnasium untergebracht war.
Am 9. Dezember 2005 fand ein Pontifikalamt mit dem Aachener Bischof Heinrich Mussinghoff statt, um ein Doppeljubiläum zu feiern: 175 Jahre Marienschule – 25 Jahre Bistumsschule.

## Schwerpunkte und Angebote
Als Schule des Bistums Aachen bildet die Vermittlung christlicher Werte einen Erziehungsschwerpunkt. Den Schülern wird durch den Religionsunterricht, regelmäßige Schulgottesdienste sowie sonstige besinnliche und soziale Aktivitäten eine christlich geprägte Orientierung gegeben. Obwohl die Bischöfliche Marienschule eine katholische Schule ist, ist auch die Ökumene wichtig, was sich etwa darin zeigt, dass auch evangelische Schüler in die Schule aufgenommen werden, für die es evangelischen Religionsunterricht gibt.
Einen hohen Stellenwert außerhalb des normalen Unterrichts hat an der Marienschule der musische Bereich. So gibt es verschiedene Orchester (Vororchester, Sinfonieorchester, Streichhölzer, Bläserprojekt, Big Band etc.), eine Profilklasse „Musik“, mehrere Chöre (Kammerchor, Schulchor, „5er-Chor“ usw.) sowie zwei Theater-AGs und eine Musical-AG.
Im sportlichen Bereich ist insbesondere die Rhönrad-AG (gegründet 1991) eine Besonderheit, welche sonst nur an wenigen Schulen zu finden ist.
Die Schule ist seit 2014 Mitglied im Netzwerk MINT-EC und fördert Schülerinnen und Schüler in MINT-Fächern. Es gibt beispielsweise eine Chemie-, Mathe- und Schach-AG. 2016 wurde die Schule vom Land NRW „für die langjährige besondere Förderung“ der Schülerinnen und Schüler mit dem Jugend-forscht-Schulpreis ausgezeichnet.
Es finden regelmäßige Schüleraustauschprogramme und Begegnungsfahrten mit Schulen im Vereinigten Königreich und Frankreich statt.